# 妹汁
『妹汁』（いもうとじる）は、アトリエかぐや Berkshire Yorksireが2002年12月13日に発売した18禁恋愛アドベンチャーゲームである。

## ストーリー
父親の再婚に伴っていきなり3人の妹ができてしまった小日向晶は、父親の書斎で見つけた怪しいビンによって呪いにかかってしまう。呪いを解くには少女の「汁」をビンいっぱいに集めなくてはならないことがわかったため、妹たちの愛液を手に入れることを決意する。

## 登場キャラクター
小日向 晶（こひなた あきら）
声 - 富樫ケイ（ゲーム）YUU（OVA）
本作の主人公。大学生。父親に古代文字の読み方を教えられたため、｢イナンナの甘露瓶｣に付いていた紙の古代文字を解読してしまい、呪いをかけられてしまった。そのため3人の義妹の汁を集めてビンの呪いを解こうとする。
汁集めに失敗してビンの呪いが発動したバッドエンド（通称性転換エンド）は女性化した主人公にのみ専任の声優が当てられている。
小日向 結希（こひなた ゆき）
声 - 長崎みなみ（ゲーム）芹園みや（OVA）
3姉妹の長女。性格はおしとやかで明るい。血液型はA型。身長は151センチメートル。B77/W55/H79。
妹たちの前ではお姉さんぶっているが、おっちょこちょいなところがある。胸が小さいことを気にしている。
小日向 未卯（こひなた みう）
声 - 北都南（ゲーム）朝宮咲（OVA）
3姉妹の次女。性格は恥ずかしがり屋で大人しくて内向的。血液型はA型。身長は146センチメートル。B73/W50/H75。
兄想いで健気。まりもを飼っており、名前はそれぞれカルロス、ゴンザレス、玉三郎。
小日向 菜々（こひなた なな）
声 - 海原エレナ（ゲーム）樋口すみれ（OVA）
3姉妹の三女。性格は明るく積極的で、おませ。血液型はB型。身長148センチメートル。 B70/W51/H72。
寝るときは「めめたん」というカモノハシのぬいぐるみを抱く。
小日向 幸恵（こひなた ゆきえ）
声 - 紫苑みやび（ゲーム）柚木かなめ（OVA）
3姉妹の母。主人公の父親と再婚した。性格はおっとりしている。肉体からHなフェロモンを漂わせている。身長162センチメートル。B90/W58/H88。
須藤 梓（すどう あずさ）
声：神崎ちひろ（ゲーム）紗莉亜（OVA）
結希と同じテニス部に所属している。性格は明るく体育会系。結希から晶の話を聞き、興味津々。血液型はO型。身長150センチメートル。B80/W54/H78。
イナンナ
声 - 白川杏奈（OVA）
女神。｢イナンナの甘露瓶｣に付いていた古代の文字を解読してしまい、呪いをかけられた晶の前に現れた。晶に期限までに「汁を集めよ」と命ずる。OVAのみに姿が描写されている。
小日向 貞夫（こひなた さだお）
晶の父で考古学者。三姉妹の母・幸恵と再婚した。原作とOVA版では容姿が違い、小説版では出番が無いことに嘆いている。
シン
小日向家で飼われている柴犬。元は幸恵の連れ犬である。

## 『姉汁』とのリンク
- 『姉汁』において晶の日記が登場する。
- 『姉汁』で「めめたん」は白川涼子が所有している。

## スタッフ
- 原画 - choco chip、Sin-Go
- シナリオ - さんきち 他
- 音楽 - 吉田仁郎

## 関連商品
小説版『妹汁』
著者：岡田 留奈
発行：ハーヴェスト出版
発売：星雲社
2003年4月1日発売
OVA版
制作：ミルキーレーベル
1巻：2003年11月25日発売
2巻：2004年3月25日発売